# 愛の山河
「愛の山河」（あいのさんが）は、1974年7月2日から同年9月24日まで日本テレビ系列の「火曜劇場」（毎週火曜22:00 - 22:55）の枠で放送されたテレビドラマ。全13話。

## 概要
今日出海の1952年発表の小説『雪間草』（小説朝日社）を脚色した作品。
長野県松本市の新聞社「信濃日報」に勤める立川南美江は母の房子と二人暮らし。ある日、田島が山の中で遭難したと聞いて南美江は大町市の上高地の山小屋に駆け付け、そこで救助に当たった男・夏樹に会う。実は南美江と夏樹はいとこ同士。しかしそんなことをお互いは知らない。夏樹には出生の秘密、そして結婚に失敗した過去があり、そんな暗い過去を山の生活でいやしていた。南美江は夏樹に徐々に惹かれていくが、南美江の母・房子と夏樹の母・葉子が姉妹同士であるが仲が悪いなどのことから両家は絶縁状態にあり、お互いの家族から交際を反対される。しかし裏切られ、傷ついてもその一人の男性を愛し続けるひた向きな女性の愛を描いた。

## スタッフ
- 原作：今日出海「雪間草」
- 脚本：高橋玄洋
- 演出：結城章介
- プロデューサー：山本時雄、嶋村正敏（日本テレビ）、上條孝美（松竹）
- 題字：矢萩春恵
- 制作：松竹、日本テレビ

## キャスト
- 立川南美江：大原麗子
- 桐野夏樹：若林豪
- 立川房子：月丘夢路
- 桐野竜五郎：美川陽一郎
- 桐野葉子：宝生あやこ
- ナナ：ジャネット八田
- はるみ（竜五郎の愛人）：馬渕晴子
- 田島：山本聡
- 野口次子：日野麗子
- ：大場久美子
- 夏樹の前妻・睦子：津田京子
- 平川専務（竜五郎の会社の専務）：川合伸旺
- 山路愛子（南美江の親友）：岡田可愛
- 関谷十兵ヱ（信濃日報記者）：中尾彬
- 川西芳太郎（信濃日報社会部長）：藤田まこと
- 広瀬：佐藤慶
- 山路銑造：山村聡